# Gliomastix murorum
Gliomastix murorum är en svampart. Gliomastix murorum ingår i släktet Gliomastix, ordningen köttkärnsvampar, klassen Sordariomycetes, divisionen sporsäcksvampar och riket svampar.

## Underarter
Arten delas in i följande underarter:
- felina
- murorum